# HR 3384
Désignations
HR 3384, également désignée HD 72673 ou 11 G. Pyxidis, est une étoile de la constellation de la Boussole. Sa magnitude apparente est de 6,38, ce qui indique qu'elle est faiblement visible à l'œil nu. Sur la base de l'échelle de Bortle, l'étoile peut être observée dans un ciel rural sombre. Les mesures astrométriques de l'étoile par le satellite Gaia donnent une distance estimée de ∼ 39,7 a.l. (∼ 12,2 pc) de la Terre. Elle s'éloigne du Soleil à une vitesse radiale de +14,7 km/s.
HR 3384 est une naine jaune de type spectral G9V, indiquant qu'elle génère de l'énergie par la fusion nucléaire de l'hydrogène dans son noyau. Sa masse est inférieure à celle du Soleil, ne faisant qu'environ 75 % la masse du Soleil, et ne possède que 85 % du rayon du Soleil. L'étoile rayonne 44 % de la luminosité du Soleil et sa température effective est de 5 290 K. Elle est âgée d'environ six milliards d'années et tourne lentement avec une période de rotation d'environ 40 jours. Une activité magnétique de surface a été détectée avec un cycle périodique de 3 050+558
 −408 jours.
HR 3384 a été étudiée afin de détecter la possible présence d'un disque circumstellaire ou de planètes en orbite, mais, en 2012, aucun n'a été découvert.